# 薩爾溫江真熱帶鯰
薩爾溫江真熱帶鯰，為輻鰭魚綱鯰形目北非鯰科的其中一種，分布於亞洲薩爾溫江流域，體長可達13.2公分，棲息在溪流的底層水域，屬肉食性，生活習性不明。